# San Isidro (Morona Santiago)
San Isidro ist eine Ortschaft und eine Parroquia rural („ländliches Kirchspiel“) im Kanton Morona der ecuadorianischen Provinz Morona Santiago. Die Parroquia besitzt eine Fläche von 128,61 km². Beim Zensus 2010 wurden 785 Einwohner gezählt. Für das Jahr 2015 wurde eine Einwohnerzahl von 802 errechnet.

## Lage
Die Parroquia San Isidro liegt in der vorandinen Zone östlich der Cordillera Real. Das Gebiet liegt in Höhen zwischen 1080 m und 2080 m. Es wird von den Flüssen Río Abanico im Südwesten sowie Río Upano im Westen, im Norden und im Osten begrenzt. Das kleine Flüsschen Río Jurumbaino entspringt in dem Gebiet und entwässert den zentralen Teil der Parroquia nach Südosten. Die Cordillera de Domono verläuft im Westen der Parroquia in Nord-Süd-Richtung. Der etwa 1140 m hoch gelegene Hauptort befindet sich 11 km nordnordwestlich der Provinzhauptstadt Macas.
Die Parroquia San Isidro grenzt im Norden an die Parroquia Sinaí, im Osten an die Parroquia Sevilla Don Bosco, im Süden an die Parroquia General Proaño sowie im Westen an die Parroquia Alshi 9 de Octubre.

## Orte und Siedlungen
Neben dem Hauptort San Isidro im zentralen Süden gibt es noch die im Nordosten der Parroquia gelegene Comunidad El Edén.

## Geschichte
Die Parroquia San Isidro wurde am 6. September 1967 gegründet (Registro Oficial N° 206).